# Red Bull RB13
La Red Bull RB13 è una vettura da Formula 1 realizzata dalla Red Bull Racing per prendere parte al campionato mondiale di Formula 1 2017.

## Carriera agonistica

### Test
I test pre-stagionali vedono la scuderia anglo-austriaca dimostrarsi come terza forza, appena dietro le vetture di Ferrari e Mercedes, ma comunque con un buon margine sui team avversari.

### Stagione
La scuderia conferma per il secondo anno consecutivo la coppia formata da Daniel Ricciardo e Max Verstappen.
La scuderia si dimostra competitiva nel raccogliere piazzamenti a podio (soprattutto con Ricciardo) mentre la seconda guida Verstappen pagando soprattutto l'inesperienza si rende protagonista di alcuni ritiri facilmente evitabili.
Alla fine il bilancio della stagione vede la Red Bull assicurarsi tre vittorie per un totale di 368 punti e il terzo posto nei costruttori (una con Ricciardo a Baku, due con Verstappen in Malesia ed in Messico), non vengono ottenute pole position, il miglior risultato è un secondo posto conquistato da Verstappen a Singapore, mentre vengono ottenuti due giri veloci da Ricciardo a Monza e da Verstappen in Brasile.

## Piloti
| Piloti ufficiali       | Piloti ufficiali | Piloti ufficiali |
| Nazione                | Nome             | Numero           |
| ---------------------- | ---------------- | ---------------- |
| Australia (bandiera)   | Daniel Ricciardo | 3                |
| Paesi Bassi (bandiera) | Max Verstappen   | 33               |

## Risultati in Formula 1
| Anno | Team            | Motore    | Gomme | Piloti     |     |   |     |     |     |   |     |     |     |   |     |     |    |     |   |   |     |     |   |     | Punti | Pos. |
| ---- | --------------- | --------- | ----- | ---------- | --- | - | --- | --- | --- | - | --- | --- | --- | - | --- | --- | -- | --- | - | - | --- | --- | - | --- | ----- | ---- |
| 2017 | Red Bull Racing | TAG Heuer | P     | Ricciardo  | Rit | 4 | 5   | Rit | 3   | 3 | 3   | 1   | 3   | 5 | Rit | 3   | 4  | 2   | 3 | 3 | Rit | Rit | 6 | Rit | 368   | 3º   |
| 2017 | Red Bull Racing | TAG Heuer | P     | Verstappen | 5   | 3 | Rit | 5   | Rit | 5 | Rit | Rit | Rit | 4 | 5   | Rit | 10 | Rit | 1 | 2 | 4   | 1   | 5 | 5   | 368   | 3º   |